# Ау-у!
«Ау-у!» — советский художественный киноальманах 1975 года, дебюты молодых режиссёров.
Фильм состоит из трёх киноновелл: «И подъехали к избе сваты… Или похождения писателя Сени в поисках слова затаённого», «Песня, или Как великий Луарсаб хор организовывал», «Что наша жизнь?! Или что наша жизнь?!»

## Сюжет

### «И подъехали к избе сваты… Или похождения писателя Сени в поисках слова затаённого»
Герой новеллы писатель Сеня, слушая рассказы домработницы Ермолаевны, черпает материал для своих «деревенских» романов. Но однажды его деятельность прерывается в связи со срочным отъездом Ермолаевны в деревню. В поисках «нужного словца» он мечтает о скорейшем возвращении домработницы. Писатель едет к ней в деревню, где переживает забавные приключения, сталкиваясь с реальной жизнью, которая совсем не похожа на его творчество…

### «Песня, или Как великий Луарсаб хор организовывал»
В горное грузинское селение приезжает «городской гость» с намерением создать хор стариков-долгожителей. Все старики деревни очень хотят петь в этом хоре, но требуется всего семь человек. Чтобы добиться своего и поехать на фестиваль, претенденты придумывают всякие забавные уловки: «Септет бывает и двадцать человек, септет бывает и тридцать человек…».

### «Что наша жизнь?! Или что наша жизнь?!»
Во время музыкального спектакля на балу из жизни Дореволюционной Франции, из-за опаздывающего пьяного актёра Геннадия Пташука, король Людовик XIV, он же председатель месткома театра, по ходу действия пьесы вместе с остальными актёрами вынужден изменить сюжет. В результате спектакль превращается в оперную воспитательную проработку и осуждение Пташука, пропивающего зарплату в ущерб семье. К осуждению подключается и неравнодушный зрительный зал. В итоге Геннадий перевоспитывается, обещает отдавать зарплату своей жене Людмиле и даёт слово навсегда бросить пить.

## В ролях

### «И подъехали к избе сваты… Или похождения писателя Сени в поисках слова затаённого»
- Вячеслав Невинный — писатель Сеня
- Надежда Румянцева — жена Сени
- Георгий Вицин — дед, учёный-этнограф
- Николай Парфёнов — житель деревни
- Наталья Крачковская — продавщица
- Валентина Владимирова — торговка овощами
- Мария Скворцова — Надежда Ермолаевна Поленова, домработница Сени
- Владимир Пицек — муж торговки
- Валентин Брылеев — сержант милиции
- Зоя Исаева — покупательница на рынке

### «Песня, или Как великий Луарсаб хор организовывал»
- Нодар Пиранишвили — Луарсаб, городской гость
- Давид Абашидзе — танцор
- Бухути Закариадзе — участник септета
- Александре Купрашвили — участник септета
- Шалва Херхеулидзе — участник септета
- Юрий Цанава — председатель колхоза
- Варлам Цуладзе — участник септета

### «Что наша жизнь?! Или что наша жизнь?!»
- Леонид Куравлёв — Геннадий Пташук, дворецкий
- Николай Парфёнов — неравнодушный зритель
- Владимир Басов — Андрей Степаныч, председатель месткома театра, он же король Людовик XIV
- Валентина Титова — королева
- Ирина Муравьёва — костюмер Людмила Михайловна, жена Пташука
- Савелий Крамаров — Вася, он же герцог Луазье
- Сергей Филиппов — Абабуа
- Спартак Мишулин — Спартак Васильевич, придворный
- Гурген Тонунц — придворный
- Людмила Шагалова — графиня Ришенуа
- Георгий Георгиу — спящий зритель
- Эммануил Геллер — дирижёр
- Александра Попова — жена неравнодушного зрителя
- Алексей Панькин — придворный, бьющий в гонг
- Владимир Талич — придворный, играющий на трубе
- Александр Вигдоров — режиссёр
- Иван Косых — зритель-прапорщик
- Герман Качин — журналист
- Людмила Карауш — соседка журналиста
- Светлана Коновалова — гримёрша
- Владимир Винокур — придворный (нет в титрах)

## Съёмочная группа
Заставки в титрах художника-карикатуриста Виталия Пескова

### «И подъехали к избе сваты… Или похождения писателя Сени в поисках слова затаённого»
- Режиссёр-постановщик: Виктор Крючков
- Автор сценария: Евгений Шатько
- Оператор-постановщик: Леван Пааташвили
- Художник-постановщик: Константин Степанов
- Композитор: Борис Терентьев
- Директор: Г. Гуткин

### «Песня, или Как великий Луарсаб хор организовывал»
- Автор сценария и режиссёр: Геральд Бежанов
- Оператор-постановщик: Элисбар Караваев
- Художник-постановщик: Григорий Микеладзе
- Композитор: Мамия Хетелишвили
- Директор: Б. Яковлев

### «Что наша жизнь?! Или что наша жизнь?!»
- Режиссёр-постановщик: Юрий Горковенко
- Автор сценария: Анатолий Эйрамджан
- Оператор-постановщик: Александр Харитонов
- Художник-постановщик: Валентин Вырвич
- Композитор: Геннадий Гладков
- Хореография Мансура Камалетдинова
- Директор: В. Богуславский

## Факты
- Отрывок из новеллы «Что наша жизнь?! Или что наша жизнь?!» использовался как один из номеров во второй части телеспектакля «Золотая рыбка» 1986 года. При этом из отрывка вырезали все крупные планы давно эмигрировавшего к тому времени Савелия Крамарова.